# 플레이스테이션 모델
소니그룹의 플레이스테이션(PS1) 비디오 게임 콘솔은 1994년부터 2006년까지 수많은 모델들이 생산되었다. 플레이스테이션의 대부분의 개정은 알려진 하드웨어 문제를 해결하거나 생산 비용 및 시간을 절감하기 위해 이루어졌으며, 다른 것들은 상당한 외부 변경을 특징으로 했다.
각 지역은 자체 모델 번호를 가지고 있다. 예를 들어, 일본은 SCPH-1000을, 북미는 SCPH-1001을, 유럽은 SCPH-1002를 받았다. 모델 번호의 마지막 숫자는 콘솔의 지역 코드이다. 많은 게임은 특정 지역으로 제한되며, 시스템 소프트웨어는 다른 언어로 표시된다.

## 표준 플레이스테이션 하드웨어 개정판

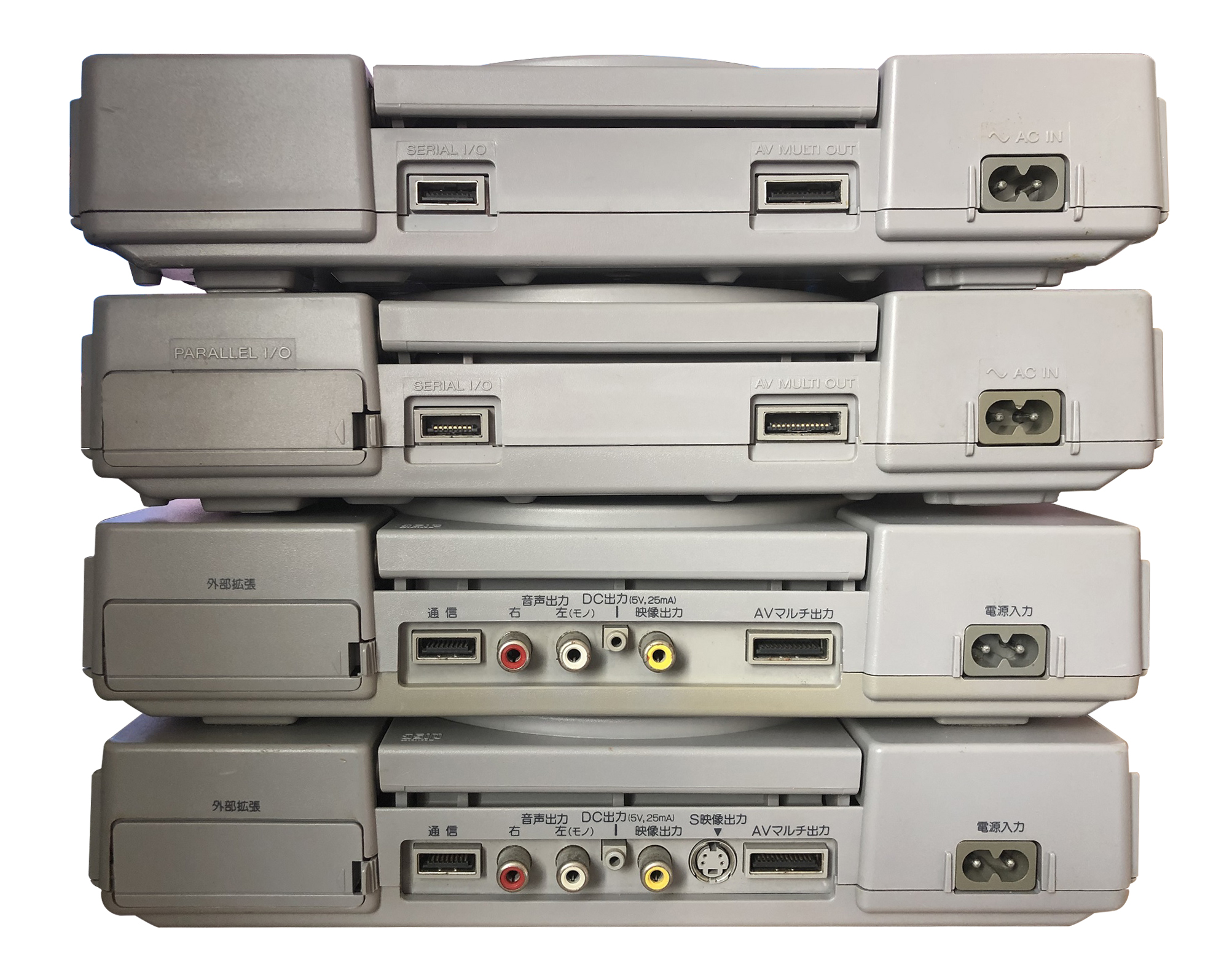
SCPH-1000, SCPH-3000, SCPH-5501, SCPH-9001의 하단 비교. SCPH-900x 개정판에서는 병렬 I/O 포트가 제거되었고, RCA 커넥터는 SCPH-550x 개정판에서 제거되었으며, S-비디오 포트는 SCPH-1001 개정판에서 제거되었다.

플레이스테이션은 생산 기간 동안 여러 변형을 거쳤으며, 각 변형은 부품 번호의 변경을 동반했다. 외부적인 관점에서 가장 눈에 띄는 변화는 장치 후면의 외부 커넥터 수가 점진적으로 줄어든 것이다. 이는 일본 초기 출시 모델에서부터 매우 일찍 시작되었다. 1994년 12월 3일에 출시된 SCPH-1000은 S 비디오 포트가 있는 유일한 모델이었으며, 이는 다음 출시에서 제거되었다. 이로 인해 미국과 유럽 출시 모델이 일본 출시 모델과 동일한 부품 번호 시리즈(SCPH-100x)를 가졌지만 다른 하드웨어(Rev. B 실리콘 및 S-비디오 포트 없음)를 가졌다는 불일치가 발생했다. 이들의 기술적 등가물은 일본 SCPH-3000이었으므로, 번호 매김이 일관적이었다면 SCPH-3001 및 SCPH-3002로 불렸을 것이다. 일관적이지 않은 번호 매김은 SCPH-5000 및 이후 1001/1002 하드웨어를 기반으로 했지만 DTL-H3000, DTL-H3001, DTL-H3002로 번호가 매겨진 넷 야로제 기기에도 사용되었다. 또한, 첫 번째 모델(DTL-H1000, DTL-H1001, DTL-H1002)은 Printf 함수에 문제가 있어 개발자들이 대신 다른 함수를 사용해야 했다.
이 일련의 기기들은 CD 드라이브 문제 – 에 대한 명성을 가지고 있었다. 원래 광학 픽업 슬레드(KSM-440AAM)는 열가소성 수지로 만들어졌고 전원 공급 장치 가까이에 배치되어 결국 레이저가 CD 표면과 더 이상 평행하지 않은 위치로 이동하는 고르지 않은 마모를 초래했다. 후기 KSM-440ACM 드라이브는 이 문제를 해결하기 위해 슬레드를 단단한 나일론 인서트가 있는 다이캐스트 슬레드로 교체했다.
원래 하드웨어 설계에는 그래픽 메모리로 이중 포트 VRAM이 포함되었지만, 부품 부족으로 소니는 GPU를 재설계하여 대신 SDRAM을 사용하도록 했다(두 개의 뱅크를 사용하여 어느 정도 이중 포트 기능을 시뮬레이션할 수 있었다). 동시에 GPU는 더 부드러운 음영을 활용하도록 업그레이드되어 이전 모델에 비해 전반적으로 더 나은 이미지 품질을 제공했으며, 이는 밴딩 현상이 더 자주 발생했다. 또한 투명 효과에 대한 성능이 향상되어 이 효과를 많이 사용하는 장면에서의 속도 저하가 줄어들었다. 이 Rev. C 하드웨어는 1995년 후반에 처음 등장했으며, 일본과 달리 NTSC-U 및 PAL 지역에서는 모델 번호 변경으로 표시되지 않았다. SCPH-1001/1002 시스템은 PU-8 메인보드의 개정 사이에 변경이 있었으므로 두 개정 중 하나를 가질 수 있다.
SCPH-1002부터 SCPH-5552까지의 PAL 지역 콘솔은 다른 지역에서 출시된 시스템과 달리 다른 메뉴 디자인을 가지고 있었다. 회색 블록 배경에 메모리 카드(2개의 메모리 카드가 삽입된 플레이스테이션을 보여주는 아이콘) 및 CD 플레이어(음악 키보드 아이콘) 메뉴용 사각형 아이콘이 있었다. CD 플레이어에는 2000년 PS one 출시 전까지 해당 시스템에만 있는 잔향 효과가 포함되어 있었으며, PS one은 약간 수정된 버전의 BIOS를 특징으로 했다.
일본과 아시아에서만 생산된 SCPH-5000/5003 시리즈의 출시는 일본 SCPH-3000/3500 시리즈와 동일한 외부 디자인을 따랐으며, 유일한 차이점은 이전 모델의 결함 있는 구성 요소에 대한 일부 업그레이드와 소매 가격 인하와 함께 Rev. C 하드웨어(후기 1001/1002 장치와 동일)로 전환되었다는 점이다. 이어서 1997년 4월에 출시된 첫 번째 주요 통합 모델인 SCPH-550x/5001 및 PAL 전용 SCPH-5552 장치가 출시되었다. 이 모델은 디스크 드라이브 어셈블리의 신뢰성 문제를 해결하기 위해 드라이브를 전원 공급 장치에서 더 멀리 배치하여 열을 줄였다. 또한 칩셋은 초점/추적을 위한 디지털 서보를 사용하도록 재설계되었으며, 이전 모델의 수동 이득/바이어스 보정과 달리 드라이브를 자동 보정하도록 설계되었다. 또한 차폐 및 PSU 배선이 단순화되었고, SCPH-5001부터 RCA 잭 및 RFU 전원 커넥터가 후면 패널에서 제거되었으며 후면의 인쇄된 텍스트는 동일한 부조로 변경되었다. SCPH-550x 시리즈부터 PAL 변형은 "전원" 및 "열기" 버튼이 텍스트에서 기호로 변경되었으며, 이는 나중에 재설계된 PS one에 나타났다. 원래 플레이스테이션은 비디오 CD 지원을 제공할 예정이었지만, 이 기능은 아시아 전용 SCPH-5903 모델에만 포함되었다.
이어서 1998년 4월에 SCPH-700x 및 SCPH-750x 시리즈가 출시되었다. 이들은 외부적으로 SCPH-500x 기기와 동일하지만, 제조 비용을 줄이기 위한 내부 변경(예: 시스템 RAM이 4개 칩에서 1개로, CD 컨트롤러가 3개 칩에서 1개로 변경)이 이루어졌다. 또한 시작 화면에 약간의 변경이 있었다. 다이아몬드는 변경되지 않았지만 소니 컴퓨터 엔터테인먼트에 사용된 글꼴이 이제 일관되어 단어가 전체적으로 다이아몬드보다 작게 나타나며, 상표 기호(™)는 이전 모델에서처럼 다이아몬드 뒤가 아니라 "컴퓨터 엔터테인먼트" 뒤에 배치되었다. SCPH-700x 시리즈의 새로운 기능은 "사운드 스코프" –  즉, 조명 쇼 음악 시각화 기능의 도입이었다. 이 기능은 시스템의 CD 플레이어에서 일반 오디오 CD를 재생하는 동안 선택 버튼을 눌러 접근할 수 있었다. 이 시각화를 보는 동안 플레이어는 색상 순환 또는 모션 블러와 같은 다양한 효과를 추가할 수 있었고 메모리 카드에 저장/불러올 수 있었다. 이 기능은 SCPH-700x, 750x, 900x 및 PS one 모델에서 볼 수 있었다.
오리지널 플레이스테이션의 최종 개정판은 1999년 5월에 출시된 SCPH-900x 시리즈였다. 이 모델은 SCPH-750x 모델과 동일한 하드웨어를 가졌지만, 병렬 포트가 제거되었고 PCB 크기가 더욱 줄어들었다. 병렬 포트 제거는 부분적으로 소니가 이를 위한 공식적인 소비자용 추가 기능을 출시하지 않았다는 사실에 기인한다. 이 포트는 치트 카트리지 및 소프트웨어 개발 하드웨어, 그리고 병렬 포트가 지역 코드 및 복사 방지를 무력화하는 데 사용되었다. 플레이스테이션 링크 케이블 연결은 소수의 게임에서만 지원되었다. SCPH-900x는 이 기능을 지원하는 마지막 모델이었는데, 이는 모든 PS one 모델에서 직렬 I/O 포트가 제거되었기 때문이다.
2000년 7월 7일에 출시된 PS one은 기본적으로 SCPH-900x와 동일한 하드웨어를 기반으로 했다. 직렬 포트가 제거되었고, 컨트롤러/메모리 카드 포트가 주 PCB로 이동했으며, 내부 전원 공급 장치가 외부 7.5VDC 전원 어댑터로 대체되었고, 필요한 다른 전원 레일은 다양한 레일을 위한 레귤레이터 및 DC/DC 컨버터의 혼합을 사용하여 주 보드에서 내부적으로 생성되었다. 또한 이전에는 PAL 콘솔에서만 사용되었던 메뉴 디자인의 약간 수정된 버전을 통합했다. 후기 개정판(여전히 SCPH-10x로 지정되었지만 다른 PM-41(2) 주 회로 기판 사용)은 기능적으로 동일했지만, 외부 RAM을 온칩 RAM으로 대체하여 부품 수를 줄이고 필요한 핀 수를 줄여 더 작고 저렴한 패키지를 사용할 수 있게 하여 마지막으로 제조 비용을 절감했다.

## 디버깅 장치

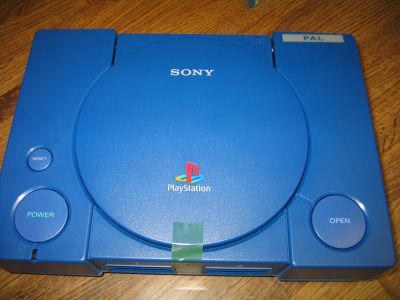
디버깅 스테이션 플레이스테이션 (PAL)

디버깅 콘솔도 있었다. 이들은 일반적으로 파란색 또는 녹색 케이스였지만, 소매 콘솔과 동일한 회색인 특별 생산 장치(대부분 쇼 데모용)도 있었다. 디버그 장치는 소매 콘솔과 가능한 한 가깝도록 설계되었으므로 RAM이 2MB(개발자 보드는 8MB)에 불과했고 표준 소매 부팅 ROM을 사용했다. 유일한 실제 차이점은 CD 컨트롤러가 재프로그램되어 데이터 트랙이 있는 모든 디스크를 "라이선스됨"으로 식별하도록 했고, 압축된 플레이스테이션 CD에 있는 리드인(lead-in)의 지역 코드를 요구하지 않았다는 점이다. 이는 개발자가 테스트를 위해 게임을 CD에 구울 수 있도록 하기 위함이었다. 이로 인한 부작용으로 대부분의 디버그 콘솔은 다른 지역의 디스크도 부팅할 수 있었다(후기 NTSC-J 디버그는 일본어 타이틀만 부팅하는 예외가 있었다). 그러나 이는 공식적으로 지원되지 않았다. 소니는 각 지역에 대한 특정 디버그 콘솔을 만들었으며, 소니가 각 지역에 제공하는 TRC(기술 요구 사항 체크리스트)는 올바른 디버그 스테이션에서 타이틀을 테스트하도록 요구했다.
두 가지 다른 케이스 색상이 존재하는 이유는 소니가 플레이스테이션 생산 주기 초기에 하드웨어 변경을 했기 때문이다. 원래 기기들은 비디오 데이터를 저장하기 위해 VRAM을 사용하는 동일한 GPU를 사용하는 Rev. A(초기 일본 시장용) 또는 Rev. B(후기 일본, 미국 및 유럽용) 하드웨어로 만들어졌다. 후기 모델은 Rev. C 실리콘과 SDRAM을 사용했다. 두 칩셋은 성능이 매우 유사했으며, Rev. C는 호환성을 염두에 두고 명시적으로 설계되었지만 동일하지는 않았다. Rev. C 버전은 알파 블렌딩, 즉 PS "반투명" 쓰기 모드에서 훨씬 더 빨랐다. 또한 특정 화면 메모리 블록 이동(기본적으로 디스플레이의 좁은 수직 스트립과 관련된 이동)에서는 상당히 느렸으며, 이 외에도 라이브러리에 대한 해결 방법을 포함하여 해결된 구형 실리콘의 사소한 하드웨어 버그가 있었다. 후기 라이브러리 버전은 시작 시 GPU 유형을 확인하고 필요하지 않은 경우 패치를 비활성화했다. 이로 인해 두 가지 기기 유형이 서로 상당히 달라졌기 때문에 개발자는 제출하기 전에 두 기기 모두에서 타이틀을 테스트해야 했다. 파란색 디버그(DTL-H100x, DTL-H110x)는 구형 실리콘을 사용했고, 녹색 디버그(DTL-H120x)는 신형 실리콘을 사용했다.

## 넷 야로제
1997년, 소니는 넷 야로제라는 플레이스테이션 버전을 출시했다. 이 모델은 일반 플레이스테이션보다 비쌌으며(오리지널 플레이스테이션이 $299인 데 비해 $750) 우편 주문으로만 판매되어 구하기도 더 어려웠다. 일반적인 회색 대신 무광 검은색 마감이었으며, 가장 중요한 것은 사용자가 완전한 개발 장치(일반 플레이스테이션보다 비쌌다. 당시 공식 개발 키트는 약 $5,000) 없이도 플레이스테이션 게임과 애플리케이션을 프로그래밍할 수 있는 도구와 지침이 함께 제공되었다. 넷 야로제는 정식 개발자 스위트가 제공하는 많은 기능을 갖추지 못했으며, 라이선스 개발자가 가졌던 온디맨드 지원 및 코드 라이브러리가 부족했다. 프로그래머들은 넷 야로제가 허용하는 총 2MB의 게임 공간에 의해 제한되기도 했다. 공간이 작게 느껴질 수 있지만, 릿지 레이서와 같은 게임은 시스템 RAM에서 완전히 실행되었다(스트리밍 음악 트랙 제외). 이 모델은 지역 코드가 없는 유일한 공식 판매 플레이스테이션이라는 점에서 독특했다. 어떤 지역의 게임이든 실행할 수 있었다. 그러나 CD-R 디스크는 실행할 수 없었으므로, 수정된 플레이스테이션 없이는 자체 부팅되는 야로제 게임을 만들 수 없었다.

## PS One
PS One (공식적으로 PS one으로 표기하며, PSOne 및 PSone으로도 표기)은 오리지널 플레이스테이션 플랫폼을 더 작게 재설계한 버전이다. (크기는 38 mm × 193 mm × 144 mm 대 45 mm × 260 mm × 185 mm이다.) 2000년 7월 7일에 출시되었으며, 그 해 남은 기간 동안 소니 자체의 플레이스테이션 2를 포함한 다른 모든 콘솔을 능가하는 판매량을 기록했다. PS One은 모든 플레이스테이션 소프트웨어와 완벽하게 호환되지만, 특정 주변기기와의 호환성은 다를 수 있다. PS One은 또한 콘솔 후면에서 병렬 및 직렬 포트가 제거되고 별도의 리셋 버튼이 제거되는 등 추가적인 변경이 있었다(전원 버튼도 리셋 버튼으로 표시되며, 빠르게 두 번 눌러 실행된다).

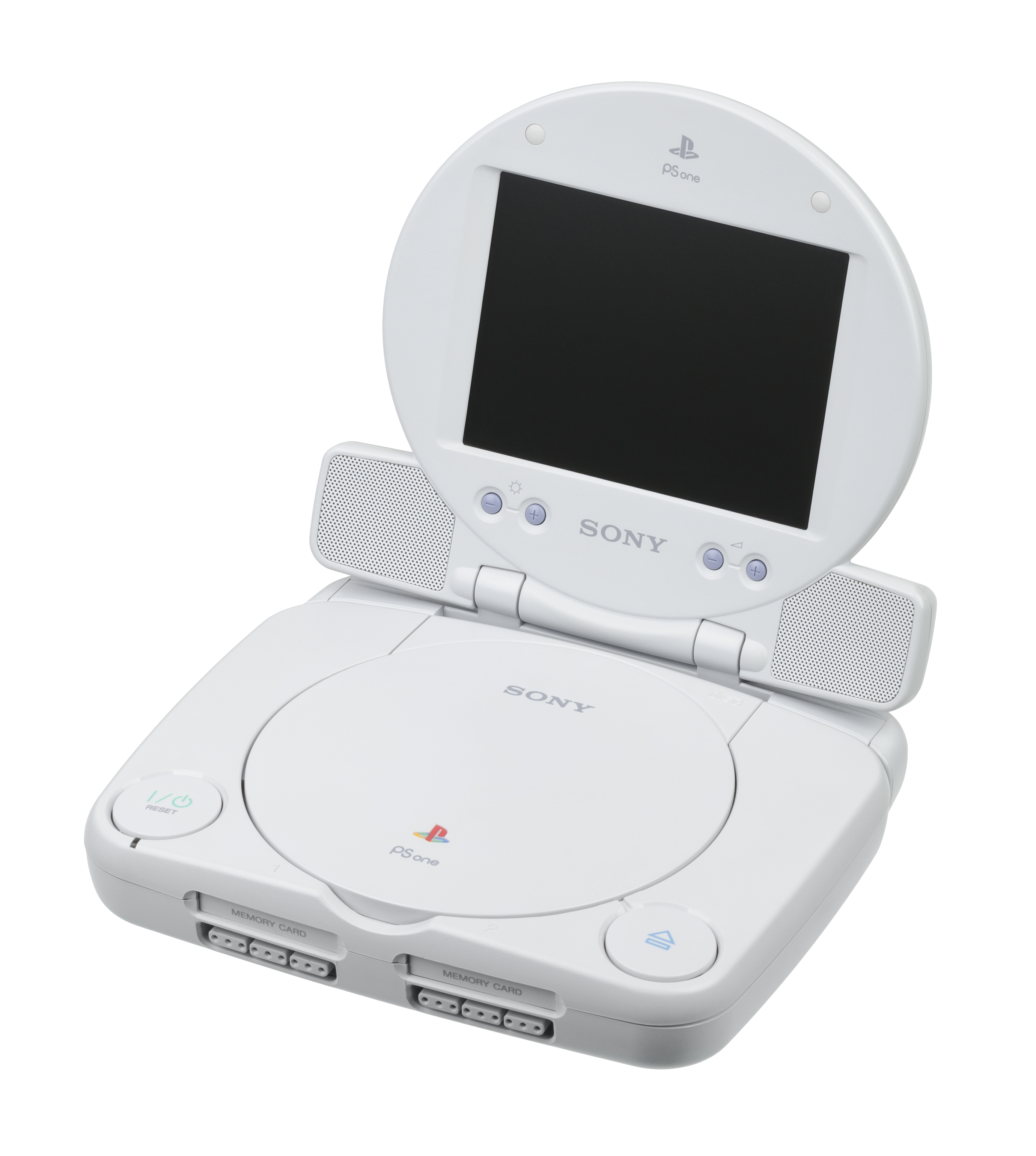
LCD 화면이 부착된 PS One

2002년 1월 2일, 소니는 5-인치 (130 mm) LCD 화면 부착 장치(SCPH-131)를 포함하는 콤보라는 번들 세트를 출시했다. 번들 출시 이전에는 LCD 화면이 2000년 9월 19일에 PS One의 별도 부착 장치로 처음 액세서리로 출시되었다. 부착 장치 자체는 헤드폰 잭과 캠코더 또는 기타 장치를 연결하기 위한 AV 미니 잭을 특징으로 했다.

## 모델 비교
| 모델:      | BIOS:            | 생산 기간:              | 케이스:              | 하드웨어: | 보드 모델 번호:                     | A/V 직접 출력: | 병렬 포트: | 직렬 포트: | 비고: |
| ---------- | ---------------- | ----------------------- | -------------------- | --------- | ----------------------------------- | -------------- | ---------- | ---------- | --- |
| SCPH-1000  | 1.0 (1994-09-22) | 1994년 9월 - 1997년 5월 | 원본 (회색)          | Rev. A/B  | PU-7                                | 예             | 예         | 예         | FMV 건너뛰기 문제. S 비디오 직접 출력. 동적 조명 및 색상 밴딩 문제. 과열 및 CD 드라이브 소손 문제. |
| SCPH-1001  | 2.2 (1995-12-04) | 1995년 7월 - 1997년 5월 | 원본 (회색)          | Rev. B/C  | PU-8, PU-7 (1995년 12월 초 및 이전) | 예             | 예         | 예         | FMV 건너뛰기 문제. S 비디오 직접 출력 제거. 과열 및 CD 드라이브 소손 문제. 1995년 12월 말부터 생산된 기기는 PU-8 메인보드를 사용하기 시작했으며, 이는 PU-7 메인보드(1995년 12월 초 및 이전 배치)에서 발생했던 동적 조명 및 색상 밴딩 문제를 해결했다. SCPH-1001 및 SCPH-1002는 SCPH-3000 시리즈를 기반으로 한다. SCPH-3500은 SCPH-3000 모델을 기반으로 하며 두 개의 컨트롤러가 포함되어 있다. SCPH-5000은 SCPH-3000 모델을 기반으로 하며 소매 가격이 인하되었다. SCPH-5001 및 SCPH-5002 모델의 존재 여부는 불분명하다. |
| SCPH-1002  | 2.0 (1995-05-10) | 1995년 7월 - 1997년 5월 | 원본 (회색)          | Rev. B/C  | PU-8, PU-7 (1995년 12월 초 및 이전) | 예             | 예         | 예         | FMV 건너뛰기 문제. S 비디오 직접 출력 제거. 과열 및 CD 드라이브 소손 문제. 1995년 12월 말부터 생산된 기기는 PU-8 메인보드를 사용하기 시작했으며, 이는 PU-7 메인보드(1995년 12월 초 및 이전 배치)에서 발생했던 동적 조명 및 색상 밴딩 문제를 해결했다. SCPH-1001 및 SCPH-1002는 SCPH-3000 시리즈를 기반으로 한다. SCPH-3500은 SCPH-3000 모델을 기반으로 하며 두 개의 컨트롤러가 포함되어 있다. SCPH-5000은 SCPH-3000 모델을 기반으로 하며 소매 가격이 인하되었다. SCPH-5001 및 SCPH-5002 모델의 존재 여부는 불분명하다. |
| SCPH-1002  | 2.1 (1995-07-17) | 1995년 7월 - 1997년 5월 | 원본 (회색)          | Rev. B/C  | PU-8, PU-7 (1995년 12월 초 및 이전) | 예             | 예         | 예         | FMV 건너뛰기 문제. S 비디오 직접 출력 제거. 과열 및 CD 드라이브 소손 문제. 1995년 12월 말부터 생산된 기기는 PU-8 메인보드를 사용하기 시작했으며, 이는 PU-7 메인보드(1995년 12월 초 및 이전 배치)에서 발생했던 동적 조명 및 색상 밴딩 문제를 해결했다. SCPH-1001 및 SCPH-1002는 SCPH-3000 시리즈를 기반으로 한다. SCPH-3500은 SCPH-3000 모델을 기반으로 하며 두 개의 컨트롤러가 포함되어 있다. SCPH-5000은 SCPH-3000 모델을 기반으로 하며 소매 가격이 인하되었다. SCPH-5001 및 SCPH-5002 모델의 존재 여부는 불분명하다. |
| SCPH-1002  | 2.2 (1995-12-04) | 1995년 7월 - 1997년 5월 | 원본 (회색)          | Rev. B/C  | PU-8, PU-7 (1995년 12월 초 및 이전) | 예             | 예         | 예         | FMV 건너뛰기 문제. S 비디오 직접 출력 제거. 과열 및 CD 드라이브 소손 문제. 1995년 12월 말부터 생산된 기기는 PU-8 메인보드를 사용하기 시작했으며, 이는 PU-7 메인보드(1995년 12월 초 및 이전 배치)에서 발생했던 동적 조명 및 색상 밴딩 문제를 해결했다. SCPH-1001 및 SCPH-1002는 SCPH-3000 시리즈를 기반으로 한다. SCPH-3500은 SCPH-3000 모델을 기반으로 하며 두 개의 컨트롤러가 포함되어 있다. SCPH-5000은 SCPH-3000 모델을 기반으로 하며 소매 가격이 인하되었다. SCPH-5001 및 SCPH-5002 모델의 존재 여부는 불분명하다. |
| SCPH-3000  | 1.1 (1995-01-22) | 알 수 없음              | 원본 (회색)          | Rev. B    | PU-8, PU-7 (1995년 12월 초 및 이전) | 예             | 예         | 예         | FMV 건너뛰기 문제. S 비디오 직접 출력 제거. 과열 및 CD 드라이브 소손 문제. 1995년 12월 말부터 생산된 기기는 PU-8 메인보드를 사용하기 시작했으며, 이는 PU-7 메인보드(1995년 12월 초 및 이전 배치)에서 발생했던 동적 조명 및 색상 밴딩 문제를 해결했다. SCPH-1001 및 SCPH-1002는 SCPH-3000 시리즈를 기반으로 한다. SCPH-3500은 SCPH-3000 모델을 기반으로 하며 두 개의 컨트롤러가 포함되어 있다. SCPH-5000은 SCPH-3000 모델을 기반으로 하며 소매 가격이 인하되었다. SCPH-5001 및 SCPH-5002 모델의 존재 여부는 불분명하다. |
| SCPH-3500  | 2.1 (1995-07-17) | 알 수 없음              | 원본 (회색)          | Rev. B    | PU-8                                | 예             | 예         | 예         | FMV 건너뛰기 문제. S 비디오 직접 출력 제거. 과열 및 CD 드라이브 소손 문제. 1995년 12월 말부터 생산된 기기는 PU-8 메인보드를 사용하기 시작했으며, 이는 PU-7 메인보드(1995년 12월 초 및 이전 배치)에서 발생했던 동적 조명 및 색상 밴딩 문제를 해결했다. SCPH-1001 및 SCPH-1002는 SCPH-3000 시리즈를 기반으로 한다. SCPH-3500은 SCPH-3000 모델을 기반으로 하며 두 개의 컨트롤러가 포함되어 있다. SCPH-5000은 SCPH-3000 모델을 기반으로 하며 소매 가격이 인하되었다. SCPH-5001 및 SCPH-5002 모델의 존재 여부는 불분명하다. |
| SCPH-5000  | 2.2 (1995-12-04) | 알 수 없음              | 원본 (회색)          | Rev. C    | PU-8                                | 예             | 예         | 예         | FMV 건너뛰기 문제. S 비디오 직접 출력 제거. 과열 및 CD 드라이브 소손 문제. 1995년 12월 말부터 생산된 기기는 PU-8 메인보드를 사용하기 시작했으며, 이는 PU-7 메인보드(1995년 12월 초 및 이전 배치)에서 발생했던 동적 조명 및 색상 밴딩 문제를 해결했다. SCPH-1001 및 SCPH-1002는 SCPH-3000 시리즈를 기반으로 한다. SCPH-3500은 SCPH-3000 모델을 기반으로 하며 두 개의 컨트롤러가 포함되어 있다. SCPH-5000은 SCPH-3000 모델을 기반으로 하며 소매 가격이 인하되었다. SCPH-5001 및 SCPH-5002 모델의 존재 여부는 불분명하다. |
| SCPH-5003  | 2.2 (1995-12-04) | 알 수 없음              | 원본 (회색)          | Rev. C    | PU-8                                | 예             | 예         | 예         | FMV 건너뛰기 문제. S 비디오 직접 출력 제거. 과열 및 CD 드라이브 소손 문제. 1995년 12월 말부터 생산된 기기는 PU-8 메인보드를 사용하기 시작했으며, 이는 PU-7 메인보드(1995년 12월 초 및 이전 배치)에서 발생했던 동적 조명 및 색상 밴딩 문제를 해결했다. SCPH-1001 및 SCPH-1002는 SCPH-3000 시리즈를 기반으로 한다. SCPH-3500은 SCPH-3000 모델을 기반으로 하며 두 개의 컨트롤러가 포함되어 있다. SCPH-5000은 SCPH-3000 모델을 기반으로 하며 소매 가격이 인하되었다. SCPH-5001 및 SCPH-5002 모델의 존재 여부는 불분명하다. |
| SCPH-5500  | 3.0 (1996-09-09) | 1997년 5월 - 1998년 4월 | 원본 (회색)          | Rev. C    | PU-18                               | 아니요         | 예         | 예         | 사소한 FMV 건너뛰기 문제. CD-ROM 드라이브를 CD 베이 오른쪽으로 재배치하여 CD 드라이브의 과열 문제를 방지했다. 초점/추적을 위한 디지털 서보가 도입되었고, 수동 이득/바이어스 보정이 제거되었다. 렌즈 캐리지가 강화되고 전원이 단순화되어 FMV 건너뛰기 문제가 덜 발생한다. 드라이브 아래에 진동 댐퍼가 있는 유일한 개정판. A/V 직접 출력 및 RFU 전원 커넥터 제거. 메인보드 PCB 크기 축소. 모델 번호 전 세계적으로 동기화. 두 개의 컨트롤러가 SCPH-5552에 포함되어 있으며, SCPH-5502를 기반으로 한다. |
| SCPH-5501  | 3.0 (1996-11-18) | 1997년 5월 - 1998년 4월 | 원본 (회색)          | Rev. C    | PU-18                               | 아니요         | 예         | 예         | 사소한 FMV 건너뛰기 문제. CD-ROM 드라이브를 CD 베이 오른쪽으로 재배치하여 CD 드라이브의 과열 문제를 방지했다. 초점/추적을 위한 디지털 서보가 도입되었고, 수동 이득/바이어스 보정이 제거되었다. 렌즈 캐리지가 강화되고 전원이 단순화되어 FMV 건너뛰기 문제가 덜 발생한다. 드라이브 아래에 진동 댐퍼가 있는 유일한 개정판. A/V 직접 출력 및 RFU 전원 커넥터 제거. 메인보드 PCB 크기 축소. 모델 번호 전 세계적으로 동기화. 두 개의 컨트롤러가 SCPH-5552에 포함되어 있으며, SCPH-5502를 기반으로 한다. |
| SCPH-5502  | 3.0 (1997-01-06) | 1997년 5월 - 1998년 4월 | 원본 (회색)          | Rev. C    | PU-18                               | 아니요         | 예         | 예         | 사소한 FMV 건너뛰기 문제. CD-ROM 드라이브를 CD 베이 오른쪽으로 재배치하여 CD 드라이브의 과열 문제를 방지했다. 초점/추적을 위한 디지털 서보가 도입되었고, 수동 이득/바이어스 보정이 제거되었다. 렌즈 캐리지가 강화되고 전원이 단순화되어 FMV 건너뛰기 문제가 덜 발생한다. 드라이브 아래에 진동 댐퍼가 있는 유일한 개정판. A/V 직접 출력 및 RFU 전원 커넥터 제거. 메인보드 PCB 크기 축소. 모델 번호 전 세계적으로 동기화. 두 개의 컨트롤러가 SCPH-5552에 포함되어 있으며, SCPH-5502를 기반으로 한다. |
| SCPH-5503  | 3.0 (1996-11-18) | 1997년 5월 - 1998년 4월 | 원본 (회색)          | Rev. C    | PU-18                               | 아니요         | 예         | 예         | 사소한 FMV 건너뛰기 문제. CD-ROM 드라이브를 CD 베이 오른쪽으로 재배치하여 CD 드라이브의 과열 문제를 방지했다. 초점/추적을 위한 디지털 서보가 도입되었고, 수동 이득/바이어스 보정이 제거되었다. 렌즈 캐리지가 강화되고 전원이 단순화되어 FMV 건너뛰기 문제가 덜 발생한다. 드라이브 아래에 진동 댐퍼가 있는 유일한 개정판. A/V 직접 출력 및 RFU 전원 커넥터 제거. 메인보드 PCB 크기 축소. 모델 번호 전 세계적으로 동기화. 두 개의 컨트롤러가 SCPH-5552에 포함되어 있으며, SCPH-5502를 기반으로 한다. |
| SCPH-5552  | 알 수 없음       | 알 수 없음              | 원본 (회색)          | Rev. C    | PU-18                               | 아니요         | 예         | 예         | 사소한 FMV 건너뛰기 문제. CD-ROM 드라이브를 CD 베이 오른쪽으로 재배치하여 CD 드라이브의 과열 문제를 방지했다. 초점/추적을 위한 디지털 서보가 도입되었고, 수동 이득/바이어스 보정이 제거되었다. 렌즈 캐리지가 강화되고 전원이 단순화되어 FMV 건너뛰기 문제가 덜 발생한다. 드라이브 아래에 진동 댐퍼가 있는 유일한 개정판. A/V 직접 출력 및 RFU 전원 커넥터 제거. 메인보드 PCB 크기 축소. 모델 번호 전 세계적으로 동기화. 두 개의 컨트롤러가 SCPH-5552에 포함되어 있으며, SCPH-5502를 기반으로 한다. |
| SCPH-5903  | 2.2 (1995-12-04) | 알 수 없음              | 원본 (흰색)          | Rev. C    | PU-16                               | 예             | 예         | 예         | 동남아시아 시장을 위해 특별히 설계된 이 모델은 비디오 CD 영화를 재생할 수 있는 유일한 모델이며, 일부 동남아시아 국가에서 만연한 불법 복제를 억제하기 위한 추가 보안 칩이 포함되어 있다. 이는 SCPH-5003을 기반으로 하지만, 초기 플레이스테이션 모델처럼 RCA 소켓(및 RFU 전원 커넥터)이 있다. |
| SCPH-7000  | 4.0 (1997-08-18) | 1998년 4월 - 1998년 8월 | 원본 (회색)          | Rev. C    | PU-20, PU-18 (1998년 4월)           | 아니요         | 예         | 예         | 사소한 FMV 건너뛰기 문제. 550x 시리즈와 동일한 내부 및 외부 구조. 듀얼쇼크가 표준. 사운드 스코프 도입. 550x 시리즈와 달리, 이 시리즈는 일반적으로 PU-20 메인보드를 사용하는데, 이는 비용 절감 및 재배열된 보드로 PU-18 메인보드(1998년 4월에 생산된 모델에서 발견됨)와 거의 동일하게 작동한다. |
| SCPH-7001  | 4.1 (1997-12-16) | 1998년 4월 - 1998년 8월 | 원본 (회색)          | Rev. C    | PU-20, PU-18 (1998년 4월)           | 아니요         | 예         | 예         | 사소한 FMV 건너뛰기 문제. 550x 시리즈와 동일한 내부 및 외부 구조. 듀얼쇼크가 표준. 사운드 스코프 도입. 550x 시리즈와 달리, 이 시리즈는 일반적으로 PU-20 메인보드를 사용하는데, 이는 비용 절감 및 재배열된 보드로 PU-18 메인보드(1998년 4월에 생산된 모델에서 발견됨)와 거의 동일하게 작동한다. |
| SCPH-7002  | 4.1 (1997-12-16) | 1998년 4월 - 1998년 8월 | 원본 (회색)          | Rev. C    | PU-20, PU-18 (1998년 4월)           | 아니요         | 예         | 예         | 사소한 FMV 건너뛰기 문제. 550x 시리즈와 동일한 내부 및 외부 구조. 듀얼쇼크가 표준. 사운드 스코프 도입. 550x 시리즈와 달리, 이 시리즈는 일반적으로 PU-20 메인보드를 사용하는데, 이는 비용 절감 및 재배열된 보드로 PU-18 메인보드(1998년 4월에 생산된 모델에서 발견됨)와 거의 동일하게 작동한다. |
| SCPH-7003  | 3.0 (1996-11-18) | 1998년 4월 - 1998년 8월 | 원본 (회색)          | Rev. C    | PU-20, PU-18 (1998년 4월)           | 아니요         | 예         | 예         | 사소한 FMV 건너뛰기 문제. 550x 시리즈와 동일한 내부 및 외부 구조. 듀얼쇼크가 표준. 사운드 스코프 도입. 550x 시리즈와 달리, 이 시리즈는 일반적으로 PU-20 메인보드를 사용하는데, 이는 비용 절감 및 재배열된 보드로 PU-18 메인보드(1998년 4월에 생산된 모델에서 발견됨)와 거의 동일하게 작동한다. |
| SCPH-7000W | 4.1 (1997-11-14) | 1998년 4월              | 원본 (미드나잇 블루) | Rev. C    | PU-18                               | 아니요         | 예         | 예         | 1997년 말에 판매된 천만 번째 플레이스테이션을 기념하여 "천만 대 모델"로 알려진 이 일본 지역 모델은 미드나잇 블루로 마감되었으며, 모든 지역의 게임을 플레이할 수 있다. 이를 위해 영어 버전 BIOS(아마도 NTSC U/C)를 기반으로 한 독특한 BIOS를 가지고 있다. 이 모델은 1998년 3월부터 1998년 5월까지 미국/캐나다에서 진행된 콘테스트를 통해 획득할 수 있는 프로모션 품목으로만 제공되었다. SCPH-7000W 모델 중 일부는 미국/캐나다 및 PAL 지역용으로 미드나잇 블루로 마감된 SCPH-7001 및 SCPH-7002 모델로 재표기되었으며, 유사한 지역 코드 없는 BIOS를 사용했다. |
| SCPH-7500  | 4.1 (1997-12-16) | 1998년 8월 - 1999년 5월 | 원본 (회색)          | Rev. C    | PU-22, PU-18 (1998년 8월 초)        | 아니요         | 예         | 예         | 이 모델부터 주요 제조 비용 절감이 이루어졌다. 이제 CD 드라이브는 플라스틱 대신 금속 빔 유형을 사용하여 FMV 건너뛰기 문제를 해결하고 전체적인 CD 드라이브 수명을 연장했다. 메모리 칩 및 CD-ROM 컨트롤러 수가 줄었고, 다른 구성 요소들이 단순화되었다. PU-22 메인보드 및 이후 모델은 700x 및 이전 모델에 비해 향상된 AV 비디오 출력 및 더 선명한 그래픽을 제공한다. SCPH-9903 모델의 존재 여부는 불분명하다. 1998년 8월에 생산된 기기는 PU-18 메인보드(1998년 4월에 생산된 모델에서 발견됨)를 사용하는데, 이는 750x 모델 중 유일하게 더 선명한 그래픽의 이점을 얻지 못하는 배치이다. 아마도 이는 모델 전환 중 700x 배치가 750x 유닛으로 잘못 표시된 것으로 보인다. 1999년 4월 또는 5월에 생산된 기기는 종종 900x 유닛과 동일한 케이스를 사용하여 병렬 포트를 덮고 있다. |
| SCPH-7501  | 4.1 (1997-12-16) | 1998년 8월 - 1999년 5월 | 원본 (회색)          | Rev. C    | PU-22, PU-18 (1998년 8월 초)        | 아니요         | 예         | 예         | 이 모델부터 주요 제조 비용 절감이 이루어졌다. 이제 CD 드라이브는 플라스틱 대신 금속 빔 유형을 사용하여 FMV 건너뛰기 문제를 해결하고 전체적인 CD 드라이브 수명을 연장했다. 메모리 칩 및 CD-ROM 컨트롤러 수가 줄었고, 다른 구성 요소들이 단순화되었다. PU-22 메인보드 및 이후 모델은 700x 및 이전 모델에 비해 향상된 AV 비디오 출력 및 더 선명한 그래픽을 제공한다. SCPH-9903 모델의 존재 여부는 불분명하다. 1998년 8월에 생산된 기기는 PU-18 메인보드(1998년 4월에 생산된 모델에서 발견됨)를 사용하는데, 이는 750x 모델 중 유일하게 더 선명한 그래픽의 이점을 얻지 못하는 배치이다. 아마도 이는 모델 전환 중 700x 배치가 750x 유닛으로 잘못 표시된 것으로 보인다. 1999년 4월 또는 5월에 생산된 기기는 종종 900x 유닛과 동일한 케이스를 사용하여 병렬 포트를 덮고 있다. |
| SCPH-7502  | 4.1 (1997-12-16) | 1998년 8월 - 1999년 5월 | 원본 (회색)          | Rev. C    | PU-22, PU-18 (1998년 8월 초)        | 아니요         | 예         | 예         | 이 모델부터 주요 제조 비용 절감이 이루어졌다. 이제 CD 드라이브는 플라스틱 대신 금속 빔 유형을 사용하여 FMV 건너뛰기 문제를 해결하고 전체적인 CD 드라이브 수명을 연장했다. 메모리 칩 및 CD-ROM 컨트롤러 수가 줄었고, 다른 구성 요소들이 단순화되었다. PU-22 메인보드 및 이후 모델은 700x 및 이전 모델에 비해 향상된 AV 비디오 출력 및 더 선명한 그래픽을 제공한다. SCPH-9903 모델의 존재 여부는 불분명하다. 1998년 8월에 생산된 기기는 PU-18 메인보드(1998년 4월에 생산된 모델에서 발견됨)를 사용하는데, 이는 750x 모델 중 유일하게 더 선명한 그래픽의 이점을 얻지 못하는 배치이다. 아마도 이는 모델 전환 중 700x 배치가 750x 유닛으로 잘못 표시된 것으로 보인다. 1999년 4월 또는 5월에 생산된 기기는 종종 900x 유닛과 동일한 케이스를 사용하여 병렬 포트를 덮고 있다. |
| SCPH-7503  | 4.1 (1997-12-16) | 1998년 8월 - 1999년 5월 | 원본 (회색)          | Rev. C    | PU-22, PU-18 (1998년 8월 초)        | 아니요         | 예         | 예         | 이 모델부터 주요 제조 비용 절감이 이루어졌다. 이제 CD 드라이브는 플라스틱 대신 금속 빔 유형을 사용하여 FMV 건너뛰기 문제를 해결하고 전체적인 CD 드라이브 수명을 연장했다. 메모리 칩 및 CD-ROM 컨트롤러 수가 줄었고, 다른 구성 요소들이 단순화되었다. PU-22 메인보드 및 이후 모델은 700x 및 이전 모델에 비해 향상된 AV 비디오 출력 및 더 선명한 그래픽을 제공한다. SCPH-9903 모델의 존재 여부는 불분명하다. 1998년 8월에 생산된 기기는 PU-18 메인보드(1998년 4월에 생산된 모델에서 발견됨)를 사용하는데, 이는 750x 모델 중 유일하게 더 선명한 그래픽의 이점을 얻지 못하는 배치이다. 아마도 이는 모델 전환 중 700x 배치가 750x 유닛으로 잘못 표시된 것으로 보인다. 1999년 4월 또는 5월에 생산된 기기는 종종 900x 유닛과 동일한 케이스를 사용하여 병렬 포트를 덮고 있다. |
| SCPH-9000  | 4.0 (1997-08-18) | 1999년 5월 - 2000년 9월 | 원본 (회색)          | Rev. C    | PU-23, PU-22 (1999년 5월)           | 아니요         | 아니요     | 예         | 병렬 포트 제거. 메인보드 PCB 크기 축소. 일부 초기 900x 유닛은 케이스 아래에 병렬 포트가 숨겨져 있으며 PU-22 보드를 사용한다. 특히 1999년 5월에 생산된 유닛이 그렇다. 아마도 이는 모델 전환 중에 병렬 포트가 숨겨진 매우 늦은 750x 배치가 900x 유닛으로 잘못 표시된 것으로 보인다. |
| SCPH-9001  | 4.1 (1997-12-16) | 1999년 5월 - 2000년 9월 | 원본 (회색)          | Rev. C    | PU-23, PU-22 (1999년 5월)           | 아니요         | 아니요     | 예         | 병렬 포트 제거. 메인보드 PCB 크기 축소. 일부 초기 900x 유닛은 케이스 아래에 병렬 포트가 숨겨져 있으며 PU-22 보드를 사용한다. 특히 1999년 5월에 생산된 유닛이 그렇다. 아마도 이는 모델 전환 중에 병렬 포트가 숨겨진 매우 늦은 750x 배치가 900x 유닛으로 잘못 표시된 것으로 보인다. |
| SCPH-9002  | 4.1 (1997-12-16) | 1999년 5월 - 2000년 9월 | 원본 (회색)          | Rev. C    | PU-23, PU-22 (1999년 5월)           | 아니요         | 아니요     | 예         | 병렬 포트 제거. 메인보드 PCB 크기 축소. 일부 초기 900x 유닛은 케이스 아래에 병렬 포트가 숨겨져 있으며 PU-22 보드를 사용한다. 특히 1999년 5월에 생산된 유닛이 그렇다. 아마도 이는 모델 전환 중에 병렬 포트가 숨겨진 매우 늦은 750x 배치가 900x 유닛으로 잘못 표시된 것으로 보인다. |
| SCPH-9003  | 4.1 (1997-12-16) | 1999년 5월 - 2000년 9월 | 원본 (회색)          | Rev. C    | PU-23, PU-22 (1999년 5월)           | 아니요         | 아니요     | 예         | 병렬 포트 제거. 메인보드 PCB 크기 축소. 일부 초기 900x 유닛은 케이스 아래에 병렬 포트가 숨겨져 있으며 PU-22 보드를 사용한다. 특히 1999년 5월에 생산된 유닛이 그렇다. 아마도 이는 모델 전환 중에 병렬 포트가 숨겨진 매우 늦은 750x 배치가 900x 유닛으로 잘못 표시된 것으로 보인다. |
| SCPH-100   | 4.3 (2000-03-11) | 2000년 8월              | PS one (흰색)        | Rev. C    | PM-41, PM-41 (2)                    | 아니요         | 아니요     | 아니요     | 재설계된 더 작은 케이스. 컨트롤러 및 메모리 카드 포트가 메인보드에 통합됨. 직렬 포트 제거. 외부 전원 공급 장치 사용. A/V 다중 출력 포트. |
| SCPH-101   | 4.5 (2000-05-25) | 2000년 8월              | PS one (흰색)        | Rev. C    | PM-41, PM-41 (2)                    | 아니요         | 아니요     | 아니요     | 재설계된 더 작은 케이스. 컨트롤러 및 메모리 카드 포트가 메인보드에 통합됨. 직렬 포트 제거. 외부 전원 공급 장치 사용. A/V 다중 출력 포트. |
| SCPH-102   | 4.4 (2000-03-24) | 2000년 8월              | PS one (흰색)        | Rev. C    | PM-41, PM-41 (2)                    | 아니요         | 아니요     | 아니요     | 재설계된 더 작은 케이스. 컨트롤러 및 메모리 카드 포트가 메인보드에 통합됨. 직렬 포트 제거. 외부 전원 공급 장치 사용. A/V 다중 출력 포트. |
| SCPH-102   | 4.5 (2000-05-25) | 2000년 8월              | PS one (흰색)        | Rev. C    | PM-41, PM-41 (2)                    | 아니요         | 아니요     | 아니요     | 재설계된 더 작은 케이스. 컨트롤러 및 메모리 카드 포트가 메인보드에 통합됨. 직렬 포트 제거. 외부 전원 공급 장치 사용. A/V 다중 출력 포트. |
| SCPH-103   | 4.5 (2000-05-25) | 2000년 8월              | PS one (흰색)        | Rev. C    | PM-41, PM-41 (2)                    | 아니요         | 아니요     | 아니요     | 재설계된 더 작은 케이스. 컨트롤러 및 메모리 카드 포트가 메인보드에 통합됨. 직렬 포트 제거. 외부 전원 공급 장치 사용. A/V 다중 출력 포트. |

### 지역 코드
플레이스테이션 모델 번호의 마지막 숫자는 판매된 지역을 나타낸다.
- 0은 일본 (일본어 부팅 ROM, NTSC-J 지역, NTSC 비디오, 100 V PSU)
- 1은 미국/캐나다 (영어 부팅 ROM, NTSC-U/C 지역, NTSC 비디오, 120 V PSU)
- 2는 PAL 지역 (영어 부팅 ROM, PAL 지역, PAL 비디오, 220-240 V PSU). 번들 액세서리에 따라 세부 모델이 존재한다:
  - 2A는 호주. 호주 전원 코드 및 컴포지트(RCA) 케이블.
  - 2B는 영국 및 아일랜드. BS 1363 국내 전원 코드 및 컴포지트 케이블 대신 RF 변조기.
  - 2C는 유럽 등 기타 PAL 국가. 유로플러그 전원 코드 및 컴포지트 케이블, RCA-SCART 어댑터.
- 3은 아시아 (영어 부팅 ROM, NTSC-J 지역, NTSC 비디오, 광범위 110-240 V PSU)

### 제조 품질
초기 플레이스테이션 모델들은 케이스와 모든 움직이는 부품이 완전히 플라스틱으로 만들어진 KSM-440AAM 레이저 유닛을 사용했다. 시간이 지나면서 마찰로 인해 플라스틱 트레이가 마모되었고, 대개 고르지 않게 마모되었다. 레이저 유닛이 전원 공급 장치 가까이 배치되어 추가적인 열이 발생하면서 마모가 가속화되었고, 이는 플라스틱을 마찰에 더욱 취약하게 만들었다. 결국 트레이는 너무 마모되어 레이저가 더 이상 CD를 직접 가리키지 않아 게임이 로드되지 않았다. 소니는 이 문제를 트레이를 다이캐스트 금속으로 만들고, 나중에 출시된 플레이스테이션 모델에서는 레이저 유닛을 전원 공급 장치에서 더 멀리 떨어뜨려 배치함으로써 해결했다.
일부 유닛, 특히 초기 100x 모델은 FMV 또는 음악을 올바르게 재생할 수 없어 건너뛰거나 멈추는 현상이 발생했다. 더 심한 경우에는 플레이스테이션이 옆으로 눕히거나 거꾸로 놓아야만 제대로 작동하기도 했다.

## 같이 보기
- 플레이스테이션 2 모델
- 플레이스테이션 3 모델
- 플레이스테이션 4
- 플레이스테이션 5 모델

## 내용주
1. ↑  SCPH-7000W는 아시아 SCPH-7003 모델을 기반으로 하지만, 특수 "W" 식별자가 있는 일본 모델로 표시되어 유사한 영어 BIOS와 넓은 범위의 PSU를 특징으로 하지만 지역 잠금은 제거되었다.